# Джуда Вотен
Джуда Вотен, AM (Judah Waten, повне ім'я — Джуда Леон Вотен / англ. Judah Leon Waten; *29 липня 1911, Одеса, Російська імперія, тепер Україна — 29 липня 1985, Мельбурн, Австралія) — австралійський прозаїк (новеліст і романіст) і громадський діяч, творчість якого певний час була «голосом» австралійської імміграції.

## Біографія
Народився в Одесі (тоді Російська імперія, тепер Україна), у російсько-єврейській родині, в 1914 році емігрував у Західну Австралію. Закінчив коледж у Перті й переїхав у Мельбурн, у 1926 році закінчив Мельбурнський університет. 
У 1931—33 роках жив у Європі, був активним учасником лівого руху в Англії.
Джуда Вотен — автор новел, коротких оповідань та історії «Великої депресії» 1930-х років у Австралії. Член комуністичного руху в Австралії в 50-і роки, приїжджав у Радянський Союз.
Член Групи письменників реалізму, міжнародного ПЕН-клуба, Братства австралійських письменників та інших літературних товариств, які входять у Австралійську раду мистецтв.
Кавалер ордена Австралії (1979). Лауреат австралійської літературної премії Патріка Вайта (1985). Цього року помер у Мельбурні.

## Екранізації творів
- «Співучасть у вбивстві» (1964, фільм-спектакль у постановці Театру ім. Є. Вахтангова, СРСР)
- «Співучасть у вбивстві» (1986, художній фільм кіностудії «Мосфільм», СРСР)

## Джерело
- Корх А., Ю. Рознатовская Коротко об авторах // Современная австралийская новелла. Сборник., М.: «Прогресс», 1980. — С. 282 (рос.)

| Письменник | Це незавершена стаття про письменника. Ви можете допомогти проєкту, виправивши або дописавши її. |